# Claude Montefiore

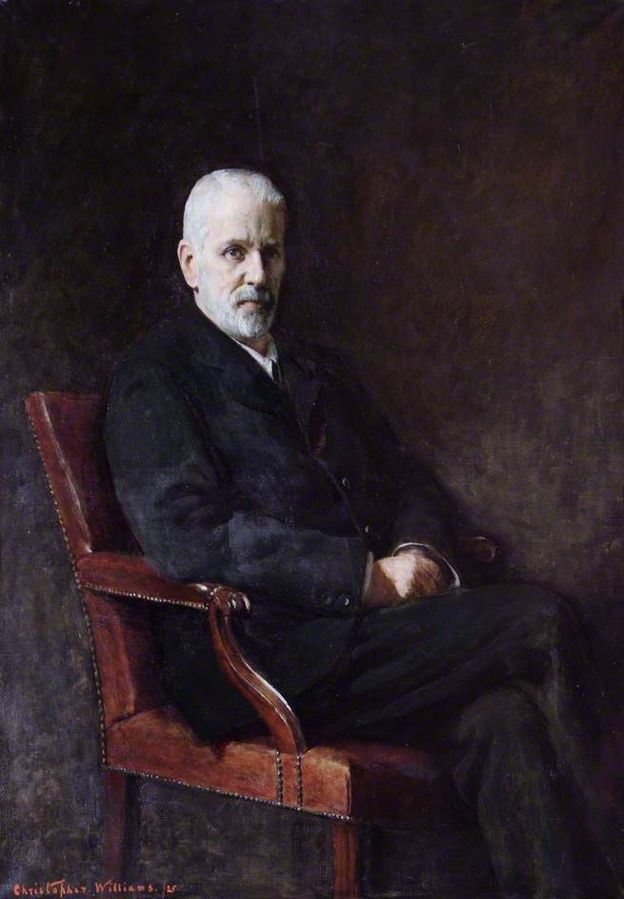
Claude Montefiore, Gemälde von Christopher Williams (1925)

Claude Joseph Goldsmid-Montefiore, auch C. G. Montefiori (geb. 6. Juni 1858 in London; gest. 9. Juli 1938 in London) war ein Mitbegründer des britischen Reformjudentums. Er wirkte unter anderem als Vorsitzender der World Union for Progressive Judaism (1926–1938) und als Gründer und Herausgeber der Jewish Quarterly Review.

## Leben
Claude Montefiore entstammte einer bekannten anglo-jüdischen Familie; er war ein Großneffe von Sir Moses Montefiore. Der Vater, Nathaniel Montefiore (1818–1883), hatte Medizin studiert und war, ohne finanziell darauf angewiesen zu sein, als Chirurg am Beth Holim Hospital tätig. Die Mutter Emma (Hannah) Lyon Goldsmid (1819–1902) war eine Tochter von Isaac Lyon Goldsmid. Claude Joseph war das jüngste von vier Kindern. Claude Montefiore hatte ein Kind, Leonard Montefiore.
Claude Montefiore studierte am Balliol College in Oxford und gehörte zu den Schülern von Benjamin Jowett. Dabei hatte er zunächst die Absicht, Rabbiner zu werden und schrieb sich in Berlin zum Studium an der Hochschule für die Wissenschaft des Judentums ein. Hier lernte er Solomon Schechter kennen. Jedoch brach er diese Ausbildung ab und kehrte nach Großbritannien zurück. Bekannt wurde er durch die Hibbert Lectures, gehalten in Oxford (The Origin and Growth of Religion as Illustrated by the Religion of the Ancient Hebrews, 1892).
Montefiore setzte sich intensiv mit Jesus von Nazaret auseinander. Er gilt daher als ein Vordenker des Christlich-Jüdischen Dialogs. Montefiore sah Jesus als jüdischen Propheten, dessen ethische Maximen auch aus jüdischer Perspektive bedeutsam seien (The Synoptic Gospels, 1909; Some Elements of the Religious Teaching of Jesus According to the Synoptic Gospels, 1910). Freilich hielt er daran fest, dass sich das Judentum auf die hebräische Bibel (Tanach) gründen müsse.
Umstritten wie seine Beschäftigung mit dem Neuen Testament waren Montefiores Thesen der historisch-kritischen Bibelexegese. So hielt er, ähnlich wie zeitgenössische christliche Exegeten, die Prophetenbücher (Nevi'im) für bedeutsamer als die Tora.

## Veröffentlichungen
- Lectures on the origin and growth of religion as illustrated by the religion of the ancient Hebrews. Williams and Norgate, London u. a. 1892, archive.org.
- The synoptic Gospels. 2 Bände[2]. Macmillan and Co., London 1909, archive.org (Bd. 1), archive.org (Bd. 2).
- Some elements of the religious teaching of Jesus according to the synoptic gospels. Being the Jowett lectures for 1910. Macmillan and Co., London 1910, archive.org.
- Judaism and St. Paul. Two essays. Max Goschen, London 1914, archive.org.